# دمی (آلبوم)
دِمی (به انگلیسی: Demi) آلبوم چهارم خواننده و ترانه سرای آمریکایی، دمی لواتو می‌باشد که در ۱۴ می ۲۰۱۳ تحت لیبل هالیوود رکوردز منتشر شد. این آلبوم تا به اینجا نظر منتقدین را جلب کرده‌است. این آلبوم در هفته اول فروش خود به۱۱۰۰۰۰ کپی رسید و در بیلبورد ۲۰۰ در جایگاه سوم قرار گرفت که این، بهترین فروش یک هفته‌ای وی در بین آلبومهایش است. ترانه «حمله قلبی» یا Heart Attack، نخستین تک‌آهنگ منتشر شده لواتو، در ۱۰۰ آهنگ داغ بیلبورد در جایگاه ۱۲ قرار گرفت و بعد از آن هم به جایگاه ۱۰ صعود کرد تا دومین تک‌آهنگ تک رقمی او در آمریکا شود. این آهنگ همچنین با گرفتن جواز 2x Platinum در ایالات متحده، سریعترین تک‌آهنگ پرفروش او تا به امروز لقب گرفته‌است. دومین تک‌آهنگ آلبوم هم که «ساخت آمریکا» بود در ۱۶ ژوئیه ۲۰۱۳ منتشر شد. از آگوست ۲۰۱۳، آلبوم در آمریکا تقریباً ۲۵۰۰۰۰ نسخه فروش داشته‌است.

## پیشینه
نوشتن اشعار آلبوم از آوریل ۲۰۱۲ آغاز شد، این در حالی بود که ضبط کار بعداً در زمانیکه لواتو در فصل
دوم نسخه آمریکایی برنامه اِکس فکتور به عنوان داور حضور داشت آغاز شد. بنا به گفته لواتو "این آلبوم
مشوِقیست برای کسانی که هم اکنون در مشکلاتی که من با آن‌ها روبرو شده‌ام قرار دارند." او همچنین گفته
بود که این آلبوم شامل پی آیندی از آهنگ موفقش یعنی "آسمان خراش" یا Skyscraper خواهد بود. بعد از
پخش آلبوم مشخص شد که آن پی آیند، آهنگ "جنگجو" یا "Warrior" است. او دربارهٔ آلبومش می‌گوید: "به آلبومم افتخار می‌کنم، این متفاوت از هر کاریست که تابحال کردم. حالتهای صدای مختلفی روتست کردم و با دلم این آهنگ‌ها رو نوشتم. خیلی هیجان زده‌ام که بالاخره همه میتونن به این آلبوم گوش کنن."

## تک‌آهنگ‌ها
حمله قلبی در ۲۴ فوریه ۲۰۱۳ به عنوان آهنگ اول منتشر شد. شعر آن توسط میش الن، جیسون اویگان، شن داگلاس و نیکی ویلیامز نوشته شد و د ساپکس تهیه‌کنندگی آن را بر عهده داشت. این آهنگ در ۱۰۰ آهنگ داغ بیلبورد در جایگاه دهم قرار گرفت و سومین آهنگ این خواننده شد که در این رده قرار می‌گرفت. موزیک ویدیوی تک‌آهنگ در ۱۳ مارس ۲۰۱۳ فیلمبرداری شده و در ۹ آوریل ۲۰۱۳ منتشر شد. دمی در چند برنامه از جمله! نمایش الن دگرس، صبح بخیر آمریکا و جیمی کیمل به‌طور زنده این آهنگ را اجرا کرد. او آهنگ ساخت آمریکا را به عنوان تک‌آهنگ دوم آلبومش منتشر کرد.

## انتشار آلبوم
دمی لواتو در ۶ می ۲۰۱۳ از هوادارانش در توییتر خواست تا به اصطلاح قفل آلبوم را بشکنند. او این امکان را برای همه فراهم ساخت تا با مراجعه به سایتی مخصوص آلبوم یعنی lovaticsspeeduptime.com بتوانند آهنگ‌های آلبوم را گوش کنند.
کتاب الکترونیکی اختصاصی از آی-بوکس با نام دمی (کتاب) (Demi: The Book) در تاریخ ۱۱ ژوئن ۲۰۱۳ منتشر شد. این کتاب به طرفداران، دسترسی به پشت صحنه‌هایی از خواننده را می‌دهد که ویدیوها و مصاحبه‌هایی که قبلاً دیده نشده از آن جمله‌اند. او در یکی از کلیپ‌ها گفته، صداقت و صراحت فقط یک پیام نیست که او به هوادارانش می‌فرستد بلکه در مورد انتشار آلبوم ۲۰۱۳ش هم هست. او گفت: "در این آلبوم به اندازه کافی وقت داشتم تا تجربه هام رو را منعکس کرده و بعد از غلبه بر یه سری اتفاقات، نگاهی به زندگیم بندازم. حالا از خودم آگاه تر شدم؛ بنابراین، وقتی آدم به آلبوم گوش میکنه با توجه به متن کارها و احساسها و هر چیزی، به راحتی میتونه متوجه بشه که من واقعاِ واقعاً رو این آلبوم، سخت کار کردم و خوشبختانه حالا میتونید بهش گوش کنید.

## فهرست آهنگ‌ها
| شماره | نام                                     | نویسنده(ها)                                                               | Producer(s)                                  | مدت  |
| ----- | --------------------------------------- | ------------------------------------------------------------------------- | -------------------------------------------- | ---- |
| ۱.    | «Heart Attack»                          | میچ آلن Jason Evigan Sean Douglas Nikki Williams Aaron Phillips دمی لواتو | The Suspex                                   | ۳:۳۱ |
| ۲.    | «Made in the USA»                       | Jonas Jeberg Evigan Corey Chorus Blair Perkins Demi Lovato                | Jeberg                                       | ۳:۱۶ |
| ۳.    | «Without the Love»                      | Matt Squire Roy Battle Freddy Wexler Demi Lovato                          | Squire Battleroy David "DQ" Quiñones (vocal) | ۳:۵۵ |
| ۴.    | «Neon Lights»                           | Mario Marchetti Tiffany Vartanyan رایان تدر Noel Zancanella Demi Lovato   | Tedder Zancanella                            | ۳:۵۳ |
| ۵.    | «Two Pieces»                            | Livvi Franc Allan Evigan                                                  | Evigan Allan                                 | ۴:۲۵ |
| ۶.    | «Nightingale»                           | Anne Preven Matt Rad osevich Felicia Barton Demi Lovato                   | Matt Rad Preven (vocal)                      | ۳:۳۶ |
| ۷.    | «In Case»                               | Jake Schmugge                                                             | Kiriakou                                     | ۳:۳۴ |
| ۸.    | «Really Don't Care» (featuring شر لوید) | Carl Falk Rami Yacoub Savan Kotecha Demi Lovato Lloyd                     | Falk Rami                                    | ۳:۲۱ |
| ۹.    | «Fire Starter»                          | Jarrad "Jaz" Rogers Lindy Robbins Julia Michaels                          | Rogers Quiñones (vocal)                      | ۳:۲۴ |
| ۱۰.   | «Something That We're Not»              | Demi Lovato Andrew Goldstein Kiriakou Kotecha                             | Kiriakou Goldstein                           | ۳:۱۷ |
| ۱۱.   | «Never Been Hurt»                       | Ali Tamposi Evigan Jordan Johnson Marcus Lomax Stefan Johnson Demi Lovato | Evigan The Monsters and the Strangerz        | ۳:۵۶ |
| ۱۲.   | «Shouldn't Come Back»                   | Yacoub Falk Kotecha Demi Lovato                                           | Rami Falk                                    | ۳:۴۹ |
| ۱۳.   | «Warrior»                               | Demi Lovato Goldstein Kiriakou Robbins                                    | Kiriakou Goldstein                           | ۳:۵۱ |

| UK bonus tracks | UK bonus tracks          | UK bonus tracks                | UK bonus tracks     | UK bonus tracks |
| شماره           | نام                      | نویسنده(ها)                    | Producer(s)         | مدت             |
| --------------- | ------------------------ | ------------------------------ | ------------------- | --------------- |
| ۱۴.             | «یک مرخصی به قلبت می‌دهم» | Josh Alexander Billy Steinberg | Alexander Steinberg | ۳:۲۵            |
| ۱۵.             | «Skyscraper»             | Toby Gad Kerli Kõiv Robbins    | Gad                 | ۳:۴۱            |

| Target bonus track | Target bonus track           | Target bonus track                            | Target bonus track | Target bonus track |
| شماره              | نام                          | نویسنده(ها)                                   | Producer(s)        | مدت                |
| ------------------ | ---------------------------- | --------------------------------------------- | ------------------ | ------------------ |
| ۱۴.                | «I Hate You, Don't Leave Me» | Demi Lovato E. Kidd Bogart Goldstein Kiriakou | Kiriakou Goldstein | ۳:۳۴               |

| Japan edition bonus tracks | Japan edition bonus tracks                               | Japan edition bonus tracks                                                | Japan edition bonus tracks | Japan edition bonus tracks |
| شماره                      | نام                                                      | نویسنده(ها)                                                               | Producer(s)                | مدت                        |
| -------------------------- | -------------------------------------------------------- | ------------------------------------------------------------------------- | -------------------------- | -------------------------- |
| ۱۴.                        | «Heart Attack» (Manhattan Creek Edit Remix)              | میچ آلن Jason Evigan Sean Douglas Nikki Williams Aaron Phillips دمی لواتو | Jeberg                     | nil                        |
| ۱۵.                        | «Heart Attack» (Beranga Remix) (Regular CD edition only) | Allan Evigan Douglas Williams Phillips دمی لواتو                          | Jeberg                     | nil                        |

| Japan deluxe edition DVD | Japan deluxe edition DVD                  | Japan deluxe edition DVD |
| شماره                    | نام                                       | مدت                      |
| ------------------------ | ----------------------------------------- | ------------------------ |
| ۱.                       | «Heart Attack» (Music video)              | nil                      |
| ۲.                       | «The Story of Demi» (episodes 1, 2 and 3) | nil                      |
| ۳.                       | «ویوو (وب‌گاه) presents - Live in London»  | nil                      |

## عملکرد تجاری آلبوم
آلبوم با رتبه ۳ در بیلبورد ۲۰۰ آمریکا کار خود را آغاز کرد و با ۱۱۰۰۰۰ نسخه فروش پشت سر آلبوم «ومپایرهای مدرن شهر» ومپایر ویکند و «عشق همه چیز است» جورج استریت قرار گرفت و بدین ترتیب بهترین فروش یک هفته‌ای لواتو در بین آلبومهایش شد.
| Chart                          | Peak position |
| ------------------------------ | ------------- |
| Australian Albums Chart        | ۱۴            |
| (Belgian Albums Chart(Flanders | ۱۹            |
| (Belgian Albums Chart(Wallonia | ۱۹            |
| Canadian Albums Chart          | ۱             |
| Dutch Albums Chart             | ۱۷            |
| Czech Albums Chart             | ۲۶            |
| Danish Albums Chart            | ۷             |
| Finnish Albums Chart           | ۴۸            |
| Irish Albums Chart             | ۷             |
| New Zealand Albums Chart       | ۷             |
| Norwegian Albums Chart         | ۴             |
| Portuguese Albums Chart        | ۱۵            |
| Spanish Albums Chart           | ۳             |
| Swedish Albums Chart           | ۳۶            |
| Swiss Albums Chart             | ۳۶            |
| UK Albums Chart                | ۱۰            |
| U.S.Billboard 200              | ۳             |

## بازخورد منتقدین
آلبوم دِمی عموماً نقدهای مثبتی از سوی منتقدان موسیقی دریافت کرد. منتقدین متاکریتیک به آن امتیاز ۶۴ از ۱۰۰ دادند و به‌طور کلی آلبوم را مورد پسند دانستند. جیسون لیپشوتز منتقد بیلبورد با دادن امتیاز ۷۹از ۱۰۰ نقدی مثبت بر آلبوم داشت و گفت «خواننده تسلط خوبی بر تواناییهایش دارد ولی هنوز به بهترین فرمول موفقیت خود نرسیده‌است.» جان کارامانیکا از نیویورک تایمز هم امتیاز ۸۰ از ۱۰۰ به آلبوم داد و گفت «آلبوم چهارم تقریباً تأثیرگذاری است». استفن توماس ارلواین منتقد آل‌میوزیک هم نظری مساعد داشت سه ستاره از پنج داد و گفت: «بالاخره آلبومی آمد که برای هدفی نیامده بلکه کلکسیونی از لحظه هاست و آنقدر خوب هست که بازگشت دمی لواتو را تثبیت کند.»
جودی رازن منتقد رولینگ استون هم نظری مثبت داشت و ۳ ستاره از پنج ستاره داد و گفت: «اشعار تند و اشعاری با مضمون عشق گمشده و چند پاپ عاشقانه قابل پیش‌بینی بود اما لواتو خوانندهٔ خوبی است وصدایش حالت انفجاری و ویژگی لازم را دارد.»
اِمی سیارتّو از آرتیست دیرکت نظری بسیار مثبت داشت و به آلبوم ۵ ستاره از ۵ داد و اظهار داشت: «دمی لواتو کاری می‌کند که تمام حس کار به بهترین شکل ممکن منتقل شود و او پرده را کنار می‌زند تا ما رشد او را در آثارش ببینیم و بشنویم. به این خاطر است که دمی یکی از بهترینهای سال ۲۰۱۳ است.»
اسپاتنیک‌میوزیک از یورک‌شایر در نقدش ۵ ستاره از ۵ داد و گفت: «این آلبوم چهارمی فوق‌العاده توسط دِمی لواتو است که آهنگ‌هایی خارق‌العاده و صدایی عالی دارد که می‌تواند به این آلبوم از بهترین آلبومهای پاپ/آر اند بی سال لقب دهد. صدای دِمی به قویترین شکلی است که تا کنون شنیده‌ایم و آهنگ‌ها هم حقیقتاً فوق‌العاده‌اند.»
با اینحال، ملیسا میرز منتقد اینترتینمنت ویکلی امتیازی نه چندان خوب به آلبوم داد (امتیاز متوسط +C) و اظهار داشت: "خیلی بد است که آلبوم جدید وی بازگشتی بی چون و چرا به پاپ جوانان است!" مارک هرش منتقد بوستون گلوب هم با امتیاز ۵۰ از ۱۰۰ نظری متوسط بر آلبوم داشت و گفت: "لواتو در این آلبوم مانند زمانی شده که فقط برای سرگرمی اش آهنگ می‌ساخت!" این در حالیست که بیشتر منتقدان این نظر را "غیر ضروری" دانسته و مهارت موسیقایی دمی لواتو را تحسین کردند. دیوابلاگ هم به آلبوم -A داد و تصریح کرد: "لواتو به ما نشان می‌دهد که چه هوش سرشاری از صوت و موسیقی دارد. روی هم رفته این یکی از برترین آثار وی تاکنون است."
| بررسی انتقادی     | بررسی انتقادی |
| منبع              | رتبه‌بندی      |
| ----------------- | ------------- |
| متاکریتیک         | (۶۴/۱۰۰)      |
| آل میوزیک         | 3.5/5 ستاره   |
| بیلبورد           | (مثبت)        |
| بوستون گلوب       | (متوسط)       |
| اینترتینمنت ویکلی | (C)+          |
| نیویورک تایمز     | (مثبت)        |
| رولینگ استون      | 3.5/5 ستاره   |
| اسپاتنیک‌میوزیک    | 5/5 ستاره     |
| آرتیست دیرکت      | 5/5 ستاره     |
| آیدولیتور         | 4/5 ستاره     |

## جایزه‌ها و نامزدیها
| Year | Award                     | Category                          | Work              | Result   |
| ---- | ------------------------- | --------------------------------- | ----------------- | -------- |
| ۲۰۱۳ | جشنواره ماچ موزیک ویدیو   | بهترین ویدیو بین‌المللی سال-هنرمند | "Heart Attack"    | برنده    |
| ۲۰۱۳ | جوایز موزیک ویدئوی ام‌تی‌وی | بهترین ویدیوی خواننده زن          | "Heart Attack"    | نامزدشده |
| ۲۰۱۳ | ویوو (وب‌گاه)              | 100.000.000 Views                 | "Heart Attack"    | برنده    |
| ۲۰۱۳ | جوایز برگزیده نوجوانان    | انتخاب هنمرمند زن                 | "Heart Attack"    | برنده    |
| ۲۰۱۳ | جایزه موسیقی جهان         | بهترین آهنگ دنیا                  | "Heart Attack"    | نامزدشده |
| ۲۰۱۳ | جایزه موسیقی جهان         | بهترین موزیک ویدیو دنیا           | "Heart Attack"    | نامزدشده |
| ۲۰۱۳ | جایزه موسیقی جهان         | بهترین آلبوم دنیا                 | "Demi"            | نامزدشده |
| ۲۰۱۳ | Pop Crush Music Awards    | بهترین آهنگ تابستانه              | "Made In The USA" | نامزدشده |
| ۲۰۱۳ | Pop Crush Music Awards    | بهترین موزیک ویدیو تابستانه       | "Made In The USA" | نامزدشده |
| ۲۰۱۳ | Pop Crush Music Awards    | بهترین آلبوم تابستانه             | "Demi"            | برنده    |